# Aleksandr Novak
Aleksandr Valentínovich Novak (en ruso: Алекса́ндр Валенти́нович Но́вак; Avdíivka, Unión Soviética, 23 de agosto de 1971) es un político ruso que desde el 10 de noviembre de 2020 ocupa el cargo de vice primer ministro de Rusia. Anteriormente, fue ministro de Energía entre 2012 y 2020, antes de ser reemplazado en noviembre de 2020 por el director general de RusHydro, Nikolái Shulguinov.

## Biografía
Aleksandr Novak nació el 23 de agosto de 1971 en Avdíivka en el óblast de Donetsk (Unión Soviética). En 1979, su familia se mudó a Norilsk, donde su padre trabajaba en la construcción de la planta metalúrgica de Nadezhda. En 1993 se graduó por el Instituto Industrial Estatal de Norilsk con una licenciatura en Economía y Gestión en Metalurgia. Además, en 2009 se graduó por la Escuela Superior de Administración Pública de la Universidad Estatal de Moscú con un título en administración.
En septiembre de 1988 comenzó a trabajar en Norilsk Mining and Metallurgical Combine. Primero, ocupó el cargo de aparatar-hidrometalúrgico de primera categoría, luego como pasante: técnico-tecnólogo, técnico laboral y economista. Desde 1993, continuó trabajando en la planta como economista y jefe de la oficina de contabilidad financiera. De mayo de 1997 a noviembre de 1999, ocupó el puesto de jefe de Departamento y jefe del Departamento de Planificación Fiscal.
En diciembre de 1999 fue nombrado director adjunto de Economía, jefe de Departamento, y luego director adjunto de Personal, jefe de Departamento de la empresa OJSC Norilsk Mining Company (Sucursal Polar). Después comenzó a trabajar en la administración de la ciudad de Norilsk donde, desde mayo de 2000, fue subjefe de la ciudad para asuntos financieros y económicos, y luego, primer diputado. Permaneció en el cargo hasta octubre de 2002.
Después de que Aleksandr Jloponin asumiera el cargo de gobernador del krái de Krasnoyarsk, Nóvak ingresó a su administración, desde octubre de 2002 hasta julio de 2007, ocupando el cargo de vicegobernador de la región y al mismo tiempo jefe del Departamento Financiero Principal de la Administración del krái de Krasnoayrsk. En julio de 2007, se convirtió en el primer vicegobernador, y poco después encabezó el gobierno regional.
Del 29 de septiembre de 2008 al 22 de mayo de 2012, trabajó como viceministro de Finanzas. El 2 de octubre de 2008 se convirtió en miembro de la Junta del Ministerio de Finanzas de Rusia.

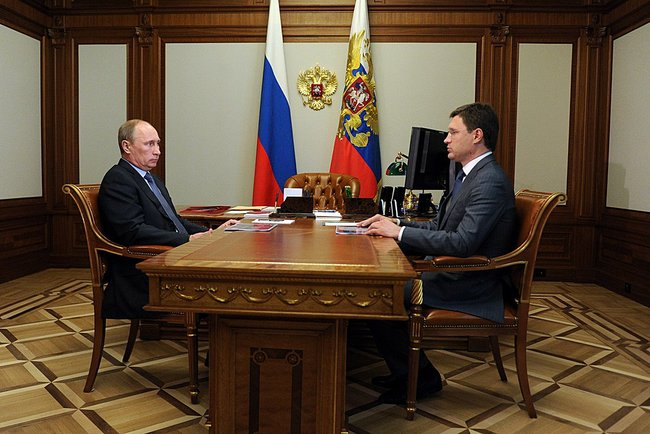
En una reunión con Vladímir Putin el 20 de mayo de 2013 cuando era ministro de Energía

El 21 de mayo de 2012 asumió como ministro de Energía en el primer gobierno de Dmitri Medvédev. Conservó su cargo en el segundo gobierno de Medvédev, formado en mayo de 2018, así como en el gobierno de Mijaíl Mishustin (desde el 21 de enero de 2020). Después de ser designado para un cargo ministerial, fue nombrado presidente del Consejo de Energía Eléctrica de la CEI (desde el 25 de mayo de 2012) y miembro de la Comisión del Presidente de Rusia sobre la estrategia de desarrollo del complejo de combustible y energía y seguridad ambiental (desde junio de 2012).
Entre 2015 y 2018 fue vicepresidente de la Comisión Estatal para el Desarrollo del Ártico. Fue miembro de los consejos del presidente de Rusia sobre la modernización de la economía y el desarrollo innovador de Rusia (2012-2018), sobre política de vivienda y aumento de la disponibilidad de viviendas (2013-2016).
El 9 de noviembre de 2020 el primer ministro ruso, Mijaíl Mishustin, nominó a Nóvak para el puesto de vice primer ministro para Instalaciones de Energía y Combustibles. Al día siguiente fue confirmado en el cargo por el presidente de Rusia, Vladímir Putin.
En enero de 2023 confirmó a la agencia de noticias rusa TASS que los ingresos de Rusia procedentes del sector del petróleo y el gas aumentaron un 28 % o 2,5 billones de rublos (36 998 millones de dólares o 34 195 millones de euros) en 2022, después de que las exportaciones de crudo creciesen un 7 %, todo esto a pesar de que la UE y otros países de G-7 han reducido las compras de gas y petróleo rusos y a la introducción de un tope de 60 dólares por barril al crudo ruso.

## Condecoraciones y premios
- Orden de Honor (2010)
- Orden de la Amistad (2014)
- Orden al Mérito por la Patria de 4.º grado (2016)
- Medalla de P.A. Stolypin de 1.er grado (2018)
- Orden de Alejandro Nevski (2019)
- Diploma de Honor del Gobierno de la Federación Rusa (2009)
- Diploma de Honor del Presidente de la Federación Rusa (2014).
- Ciudadano de honor de Norilsk (2013).
- Premios de la República de Crimea